# Meester van de Morgan Kindheidscyclus
Meester van de Morgan Kindheidscyclus was een anoniem gebleven laatmiddeleeuwse kunstenaar die als boekverluchter (vermoedelijk) in de Noordelijke Nederlanden werkzaam was.
Deze met een noodnaam aangeduide kunstenaar was actief in de vroege 15e eeuw. Uit diens oeuvre is onder meer een deel van de verluchting van het Getijdenboek van Kunera van Leefdael bekend in de vorm van miniaturen en initialen. 